# Stefan Wójcik

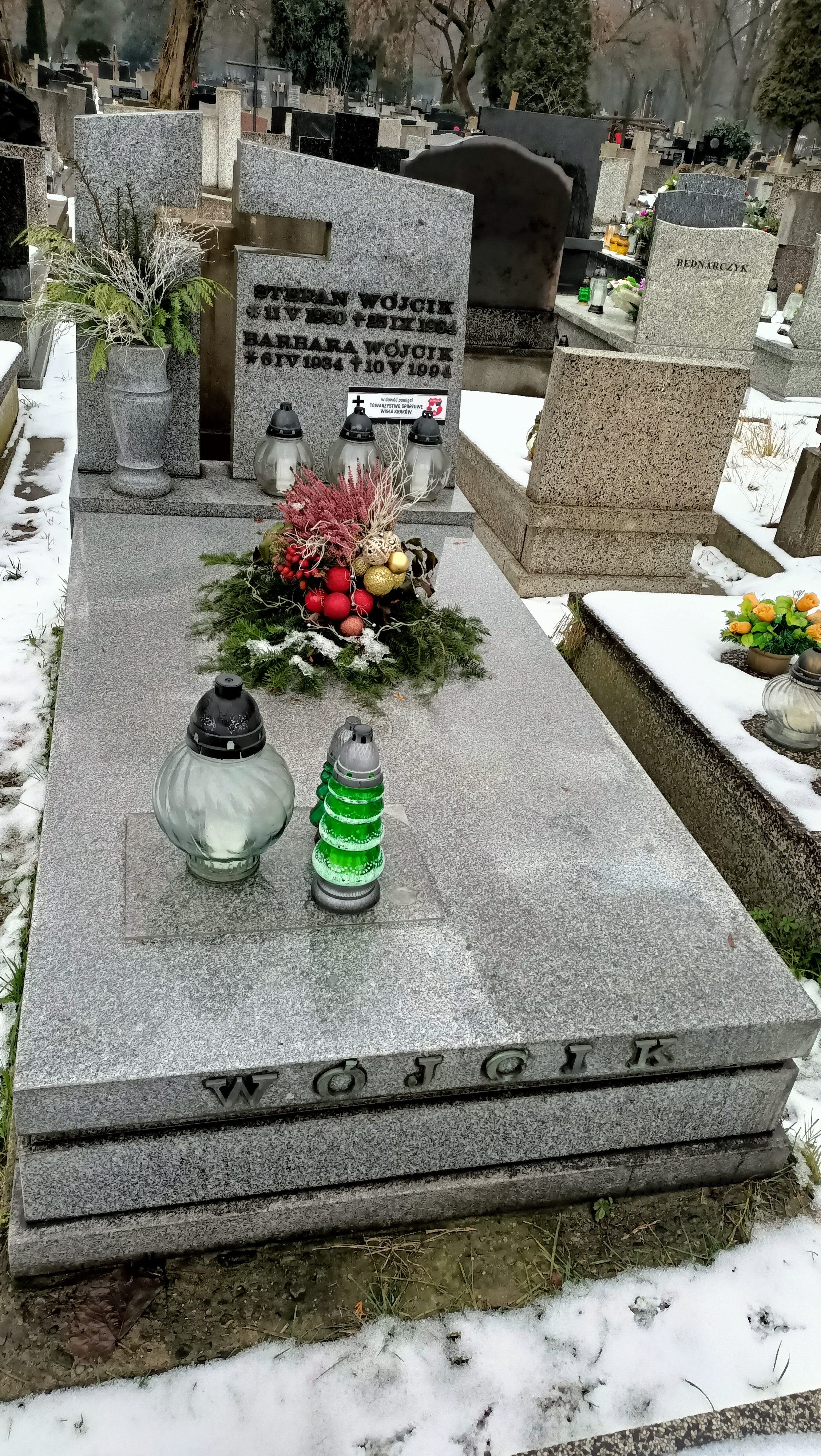
Grób koszykarza Stefana Wójcika na cmentarzu Rakowickim w Krakowie

Stefan Wójcik (ur. 11 maja 1930 w Krakowie, zm. 25 sierpnia 1984) – polski koszykarz, mistrz i reprezentant Polski, występujący na pozycji skrzydłowego.

## Życiorys
Przez całą karierę sportową był związany z Wisłą Kraków. W barwach krakowskiego klubu występował od pierwszego sezonu w historii I ligi, tj. 1947/1948 do sezonu 1967/1968 włącznie. Wywalczył z nim łącznie cztery tytuły mistrza Polski (1954, 1962, 1964, 1968), sześć tytułów wicemistrza Polski (1952, 1956, 1959, 1965, 1966, 1967) i cztery brązowe medale mistrzostw Polski (1957, 1958, 1961, 1963).
W reprezentacji Polski debiutował w 1951, wystąpił m.in. na mistrzostwach Europy w 1955 (5. miejsce) i 1957 (7. miejsce), łącznie w biało-czerwonych barwach wystąpił w latach 1951-1957 69 razy, zdobywając 288 punktów.
Był absolwentem Wydziału Metalurgii Akademii Górniczo-Hutniczej w Krakowie, pracował w krakowskim Biurze Studiów i Projektów Hutnictwa „Biprostal”. Równocześnie był m.in. wiceprezesem Krakowskiego Okręgowego Związku Koszykówki. Otrzymał godność członka honorowego TS "Wisła Kraków". Jego żoną była koszykarka Wisły Barbara Wójcik, z d. Król.